# Irish Independent

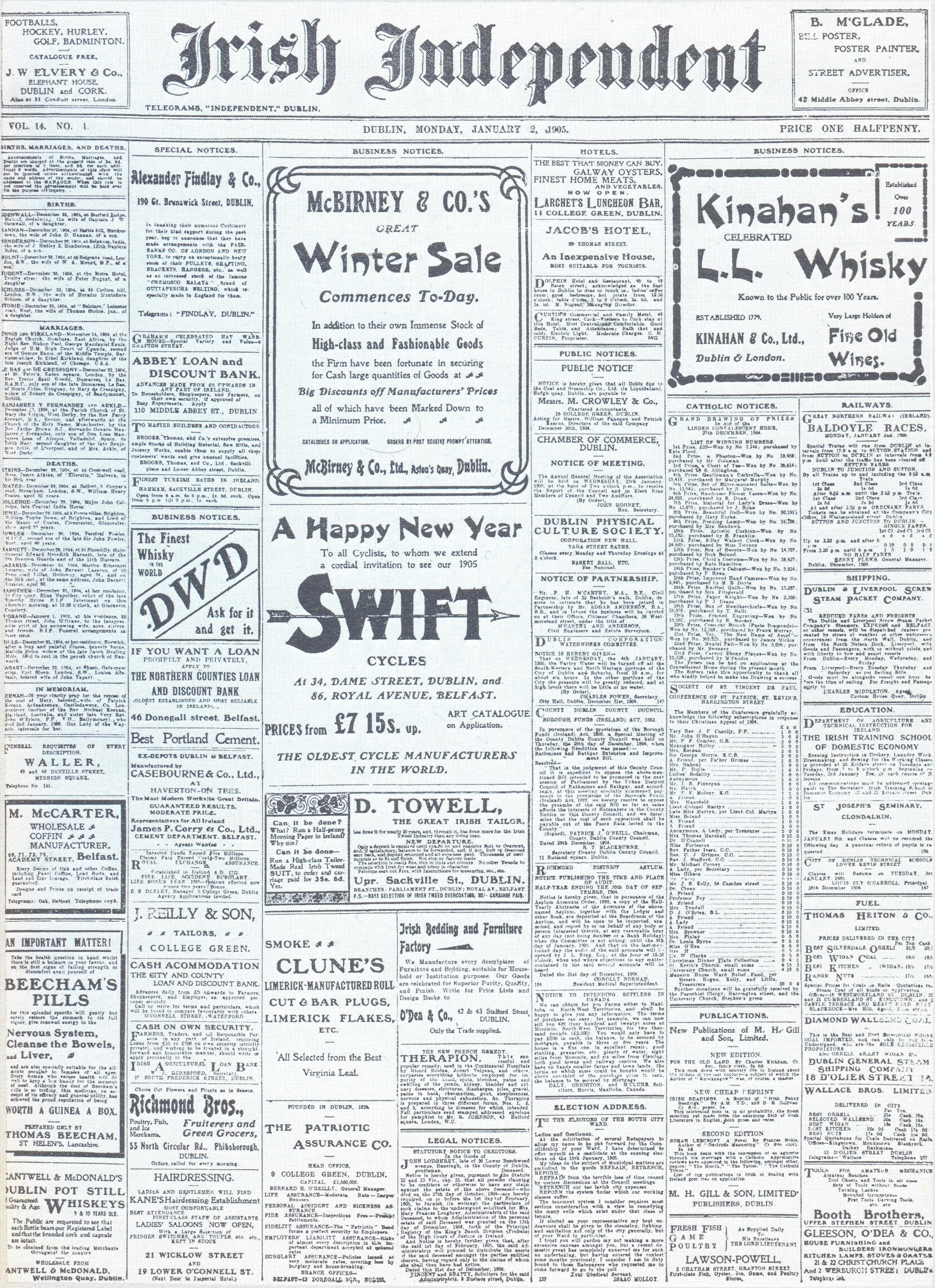
Ausgabe: Volume 14 No. 1 vom 2. Januar 1905

Der Irish Independent ist die größte Tageszeitung in Irland und das Flaggschiff der Independent News & Media. Die Zeitung erschien erstmals am 2. Januar 1905 und löste damit den von William Martin Murphy übernommen Irish Daily Independent ab.

## Geschichte
Kaum überschätzbar ist die Bedeutung der Irish Independent im Irland des 20. Jahrhunderts bis in die 1970er Jahre als Organ der konservativen katholischen Mittelschicht.
Leitartikel der Irish Independent forderten die tatsächlich erfolgten Hinrichtungen von Unterstützern des Osteraufstands sowie Aussperrungen, die mehrere Monate andauerten.
Im Jahr 1973 übernahm Tony O’Reilly die Zeitungsgruppe Independent Newspapers mit der Irish Independent. In der Folge entstand der Konzern Independent News & Media mit Aktivitäten auf den britischen Inseln, in Südafrika, Indien, Indonesien, Australien und Neuseeland einschließlich Rundfunk.
2019 verkaufte die Familie O’Reilly INM an die belgische Mediengruppe Mediahuis.